# 家庭小精靈
家庭小精靈（英語：House-elves）是英國作家J·K·羅琳的奇幻小說《哈利波特》系列中的一種虛構生物，為魔法世界的奴隸，天生為巫師家族服務，地位十分卑微。有數百名家庭小精靈在霍格華茲魔法與巫術學院工作，負責打掃城堡、在廚房裡幹活。

## 描述
家庭小精靈身高2-3英尺，有著細長的胳膊，超大的頭和眼睛，耳朵大如蝙蝠。由於不准穿真正的衣服，他們只能穿著舊枕套或毛巾之類的廢棄物品；主人可以透過送衣服來讓他們獲得自由。在《火盃的考驗》中，據說被釋放的家庭小精靈希望找到一個新的家庭來服務。魔法部裡有一個家庭小精靈轉介辦公室。
家庭小精靈天生極度忠誠，完全遵守主人所下達的任何命令，如果違抗就必須要自我虐待。由於牠們溫順和服從的天性，有些家庭會虐待他們的家庭小精靈。黑巫師家族似乎已經養成了這樣的習慣，例如馬份家族強迫多比折磨自己，又或是布萊克家族習慣性地把其因年老而變得虛弱的家庭小精靈斬首。根據怪角的說法，「家庭小精靈的最高法律就是主人的命令」。然而，雖然家庭小精靈必須毫無疑問地服從其主人，但眾所周知，牠們會在命令中尋找漏洞並容許進行意外的解釋，以保護牠們自己或牠們的朋友。
魔法世界的大多數人一直以來都對家庭小精靈的處境漠不關心。阿不思·鄧不利多在天狼星·布萊克死亡後說：
|                 | ……怪角是被巫師塑造成這個樣子，哈利，是的，他應該被憐憫。他生存的方式就和你的朋友多比一樣悲慘……我們巫師長久以來一直折磨摧殘自己的同伴，現在我們自食其果了。 |
| ——《》p.903-905 | |

## 魔法能力
家庭小精靈擁有的魔法有別於巫師和女巫，其魔法通常是用於服務主人。這種魔法可以在未經主人許可的情況下使用，甚至可以違反他們的命令，儘管這樣的不服從命令會迫使牠們以各種痛苦的方式懲罰自己。除此以外，家庭小精靈能使用現影術瞬間容許牠們從一個地方移至另一個地方，甚至是霍格華茲及其他禁止人類使用現影術的地方，此魔法甚至能夠運送人類；家庭小精靈的所有魔法範圍從未完全被披露，但似乎難以對付。
除了擁有隨時隨地使用現影術的能力外，家庭小精靈於必要時能夠以魔法制服巫師：多比於中為了保護哈利而使用魔法強力地把魯休思·馬份驅逐；當小巴堤·柯羅奇於中被揭穿身分時並承認魁地奇世界盃當晚發生的事，他說眨眨以自己的魔法來把他綁在牠身上；而在中，哈利委託怪角把蒙當葛·弗列契抓住並帶到古里某街12號，怪角於幾天內完成了這項任務 — 儘管如此，正如怪角所指「他有很多隱藏的洞和同謀」。
此外，雖然家庭小精靈不允許攜帶魔杖，但牠們似乎不需要使用魔杖也能施展魔法。在中，鄧不利多告訴哈利：「家庭小精靈......佛地魔甚麼也不知道。沒有。牠們擁有超越自己的力量，一種任何魔法都無法能及的力量，這就是他從未領會過的真理」。

## 重要角色

### 多比
多比最初是馬份家族的家庭小精靈，時常慘遭主人的虐待與折磨，而後在哈利·波特的幫助下獲得自由。時，多比為救助哈利·波特等人逃離馬份莊園（第一次帶製杖師奧利凡德及露娜·羅古德，第二次帶哈利·波特、榮恩·衛斯理及妙麗·格蘭傑），逃跑時在馬份莊園大廳被貝拉·雷斯壯丟出的匕首所殺。

### 怪角
怪角是為布萊克家族服務的家庭小精靈，其名源於「creature」一詞。怪角崇尚純血巫師，過去曾奉獅子阿爾發·布萊克的命令協助佛地魔收藏史萊哲林小金匣，又幫助獅子阿爾發·布萊克將之偷出，獅子阿爾發·布萊克希望怪角能夠摧毀小金匣，可惜多年來牠一直沒法辦到，因為牠不會說爬說語。

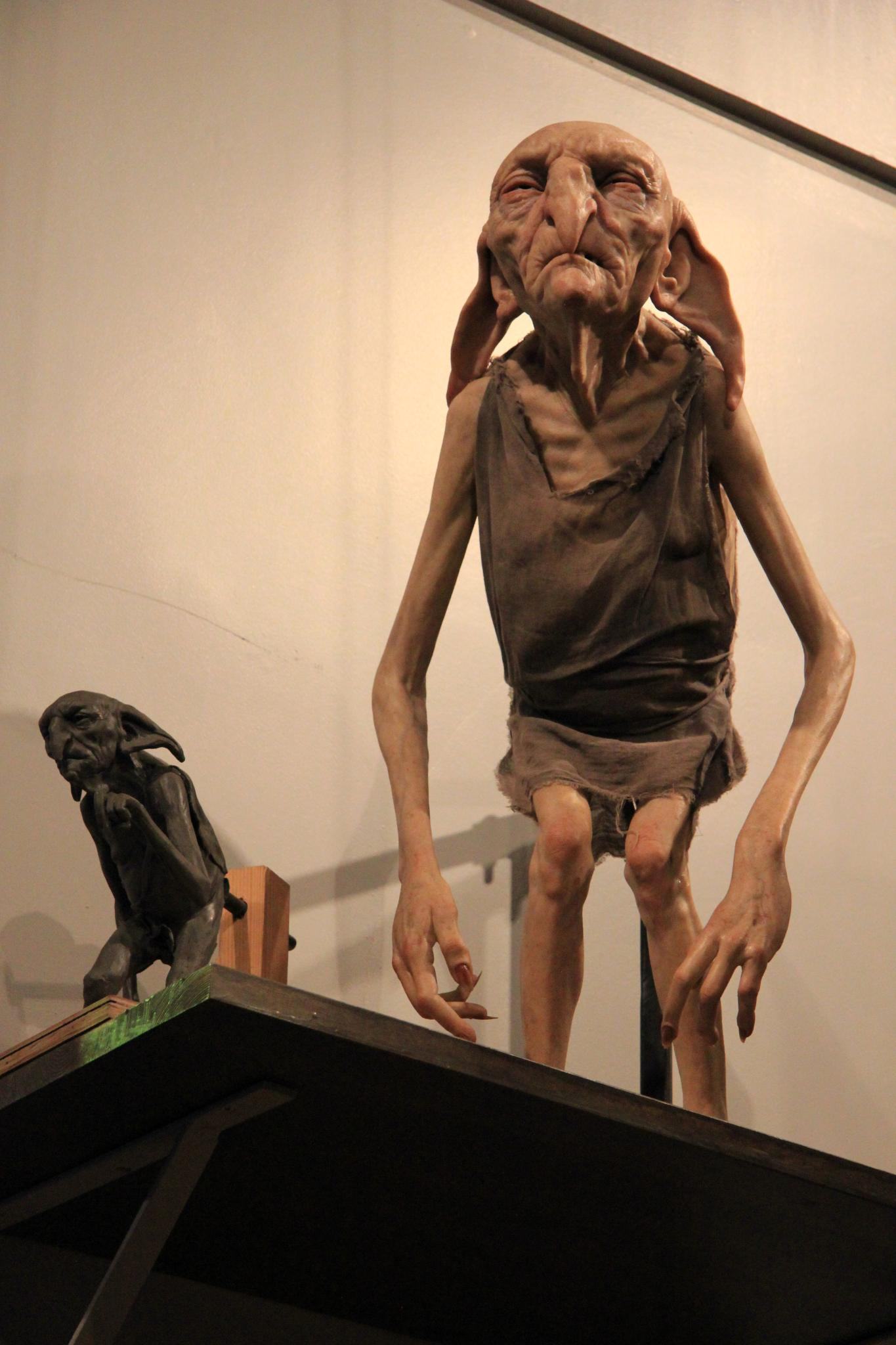
《哈利波特》系列電影中的怪角

在中首度登場時，怪角服侍的對象是布萊克家族最後一位男性成員天狼星。然而，對天狼星而言，怪角代表著天狼星一輩子渴望逃離的布萊克家族以及他父母病態的純血思想，因此天狼星對怪角態度非常惡劣，於是怪角對天狼星和他在鳳凰會的盟友們也沒有太多好感。怪角不只一次在妙麗面前稱她「麻種」；最大心願是死後頭能被砍下，與古里某街十二號牆上歷代小精靈頭顱並排。有一回天狼星喝斥怪角、叫他出去，他立刻把握這個千載難逢的機會，離開古里某街去找親佛地魔的布萊克家族成員水仙·馬份和貝拉·雷斯壯，向她們提供了天狼星與哈利關係的情報；怪角甚至對前來詢問天狼星下落的哈利·波特撒謊，這間接導致了天狼星·布萊克的死亡。天狼星·布萊克於魔法部戰死後，怪角無法違抗天狼星的遺囑而成為哈利·波特的家庭小精靈。他曾經背叛過天狼星，哈利理所當然對怪角沒有好感，在鄧不利多的建議下命令怪角進入霍格華茲工作。
在，怪角得知哈利打算協助他完成獅子阿爾發的遺志、並且發現哈利（在妙麗鼓勵下）對他的態度有所改善後，對哈利大為改觀。隨後哈利派遣怪角從蒙當葛·弗列契手中取回小金匣，並把其替代品交給牠作為紀念，此後怪角顯得更乾淨及更快樂，牠把布萊克家族大宅恢復到原始狀態，並開始以禮貌和尊重的態度對待哈利及他的朋友。當古里某街12號被食死人滲透時，哈利決定不讓家庭小精靈回到他們身邊，以防被背叛的可能。在霍格華茲大戰中，怪角出於對哈利和獅子阿爾發的忠誠，召集霍格華茲的家庭小精靈攻擊食死人，並稱哈利為「家庭小精靈的主人和捍衛者」。怪角在大戰中倖存。
羅琳於2017年表示，怪角已經去世，享年666歲。
怪角在電影中由提摩西·貝特森配音。製片人承認他們曾希望從電影刪掉這個角色，但在諮詢羅琳時，她建議：「你知道吧，如果我是你，我就不會那樣做。或者你可以，但若你要拍第七部電影，你便會束手無策。」後來由於提摩西·貝特森去世，怪角於中由西蒙·麥伯尼配音。

### 眨眨
眨眨是為柯羅奇家族服務的雌性家庭小精靈，她是一個盡職盡責的僕人，守護著許多柯羅奇的秘密。
眨眨於首度登場。當小巴堤·柯羅奇被他垂死的母親從阿茲卡班救出時，他受到眨眨的監督和調養以恢復健康。在《火盃的考驗》中，眨眨說服老巴堤·柯羅奇讓他的兒子參加魁地奇世界盃；她跟躲藏於隱形斗篷下的小巴堤·柯羅奇一起參與魁地奇世界盃，並聲稱她旁邊空著的座位顯然是為老柯羅奇先生而保留的。在慶祝活動中，小巴堤·柯羅奇從哈利的口袋裡盜走其魔杖，儘管眨眨試圖阻止他，但後來小巴堤·柯羅奇還是利用它召喚黑魔標記。在由此產生的混亂中，哈利與他的朋友們看見眨眨跑進了森林，掙扎著試圖壓制隱形下的小柯羅奇；後來她被阿莫斯·迪戈里以哈利的魔杖抓住了，那是透過符咒倒轉來確定它曾經用於召喚黑魔標記的魔杖；儘管老柯羅奇意識到發生了什麼事，他卻當場把她解僱了，這既是為了挽回面子，也是為了懲罰她未能壓制小柯羅奇。眨眨被解僱後，多比帶著她到霍格華茲工作，但眨眨依然忠誠於柯羅奇家，變成了一個悶悶不樂的奶油啤酒酒鬼。她最終於霍格華茲大戰中跟其他家庭小精靈一起戰鬥。

### 哈佳
哈佳是個替花奇葩·史密工作的雌性家庭小精靈。史密是個老婦人，湯姆·瑞斗看到了史萊哲林的小金匣和赫夫帕夫金杯而欺騙了她，以將這兩件寶物製作為分靈體。哈佳的記憶讓哈利及鄧不利多瞥見了瑞斗於史密中毒的前兩天造訪她、後來兩件寶物消失了的情景；此後，瑞斗以魔法篡改了哈佳的記憶，並誣陷哈佳為謀殺史密的罪魁禍首。哈佳並沒有否認指控（因為記憶被篡改），並因意外致死而被定罪。

## 家庭小精靈福利促進協會
在時，妙麗·格蘭傑建立了家庭小精靈福利促進協會（Society for the Promotion of Elfish Welfare，縮寫S.P.E.W.），試圖為長久以來遭受不公正待遇的家庭小精靈爭取權益，長遠目標還包括爭取更改小精靈不得使用魔杖的法規。大多數霍格華茲學生都對妙麗這種作法不解或嘲笑，連榮恩都認為家庭小精靈「就是喜歡做奴隸」。
事實上，除多比之外的大多數霍格華茲家庭小精靈都覺得這是一種侮辱。妙麗在葛萊芬多公共休息室周圍留下精靈大小的衣服後，打算讓霍格華茲的家庭小精靈在清潔打掃時於不經意間釋放自己，然而家庭小精靈認為這個做法非常侮辱，以至於多比是葛萊芬多塔裡唯一願意打掃的常駐小精靈。

## 寓意
小說中的家庭小精靈常被認為是在隱喻現實世界裡受到壓迫和歧視的族群。